# جوجل ستاديا
ستاديا (بالإنجليزية: Stadia)‏ المعروفة بالتطوير باسم بروجيكت ستريم، خدمة ألعاب سحابية قيد التطوير من قبل جوجل ويتم استضافة الألعاب على خوادم جوجل ويقوم اللاعب فقط بتمرير البيانات وذلك باستخدام متصفح جوجل كروم.
في سبتمبر 2022، أعلنت جوجل أنه سيتم إغلاق خدمة ستاديا في 18 يناير 2023.

## المميزات
ستاديا هي نظام مع أداة تحكم مخصص لبث الألعاب، أعلنت عنها جوجل خلال فعاليات GDC 2019 ولا تتطلب نوعًا خاصًا من الأجهزة فهي تتطلب أن يكون الجهاز متصلًا بشبكة الانترنت ويدعم متصفح غوغل كروم، بإمكان ستاديا دعم تدفق الألعاب بمعدل 60 إطارًا في الثانية تمنح المنصة قوة معالجة رسومية تُعادل 10.7 تيرافلوبس بدقة HDR و 4K ومن المتوقع أن تصل إلى 120 إطارًا في الثانية بدقة 8K في المستقبل القريب بمجرد الاشتراك في الخدمة، يمكن للاعبين بدء الألعاب دون الحاجة إلى تنزيل محتوى جديد على أجهزتهم الشخصية مع إمكانية بث المحتوى بشكل مباشر على منصة يوتيوب ومع إمكانية استئناف اللعب على أي أجهزة أخرى بنفس الحالة فقد طورت جوجل وحدة تحكم واي فاي الخاصة بها والتي تتصل مباشرة بمركز بيانات جوجل الذي تتدفق منه اللعبة كما أكدت جوجل أن وحدة التحكم ستحتوي أيضًا على مساعد جوجل، الذي سيقوم تلقائيًا بالبحث في يوتيوب عن مقاطع الفيديو المفيدة وذات الصلة المتعلقة باللعبة التي يتم تشغيلها حاليًا بلمسة زر واحدة. تستخدم الخدمة أجهزة رسومات إي إم دي.

### كيف تعمل منصة ستاديا للألعاب
تعمل خدمة ستاديا من جوجل على أي جهاز يدعم بروتوكول كروم كاست، وهو ما يعني آي أو إس واندرويد وكروم أو إس وماك أو إس وويندوز وحتى دونجل كروم كاست. ليتم الاتصال من خلالهم جميعًا إلى إحدى خوادم مركز بيانات جوجل البالغ عددها 7500 نقطة (والتي تمتد عبر الكرة الأرضية) ويتعرفون على حسابك المحدد، مما يسمح لك بالانتقال من جهاز إلى آخر دون حفنة من عمليات النقل الفوضوية بين الأنظمة؛ لأن اللعبة الفعلية تعمل على مركز البيانات.

## نهاية الخدمة والانتقال
على الرغم من طموحاتها الأولية والفوائد التي قدمتها، واجهت خدمة ستاديا تحديات متعددة وتقييمات متباينة من قبل المستخدمين والنقاد. وفي يناير 2023، أعلنت جوجل عن إنهاء خدمة ستاديا. بينما لم تعد الخدمة متاحة للعملاء الجدد، فإن جوجل تعمل على استخدام تقنيات ستاديا كمكون لأنظمة أخرى وشراكات تجارية، مما يمثل استفادة استراتيجية من الخبرة والتكنولوجيا التي طورتها.
تركز تجربة ستاديا على توفير تجربة لعب مبتكرة ومرنة لمحبي الألعاب، بفضل مزايا البث السحابي والأجهزة المدعومة والدقة العالية. على الرغم من انتهاء خدمة ستاديا كمنصة مستقلة، فإن تأثيرها مستمر من خلال تكنولوجيا متقدمة يمكن استغلالها في مجالات أخرى.

## وصلات خارجية
- الموقع الرسمي